# Mrówka ćmawa
Mrówka ćmawa (Formica polyctena) – gatunek mrówki z podrodziny Formicinae.
Mrówka ćmawa jest podobna do mrówki rudnicy, a odróżnić ją można po braku maleńkich włosków na odwłoku i łusce pomostka, które posiada mrówka rudnica. Oba gatunki mrówek budują okazałe mrowiska w postaci kopców z igliwia, ziemi i gałązek. Wysokość mrowiska może dochodzić do 2 metrów. Kopiec stanowi zewnętrzną część mrowiska, pozostała część znajduje się pod ziemią. W jednym mrowisku może żyć nawet 100 tysięcy mrówek. 
Gatunek ten występuje w Europie od Hiszpanii po Rosję, na północ sięga Finlandii, a na południe Czarnogóry, Serbii i Rumunii. W Polsce objęty jest częściową ochroną gatunkową.

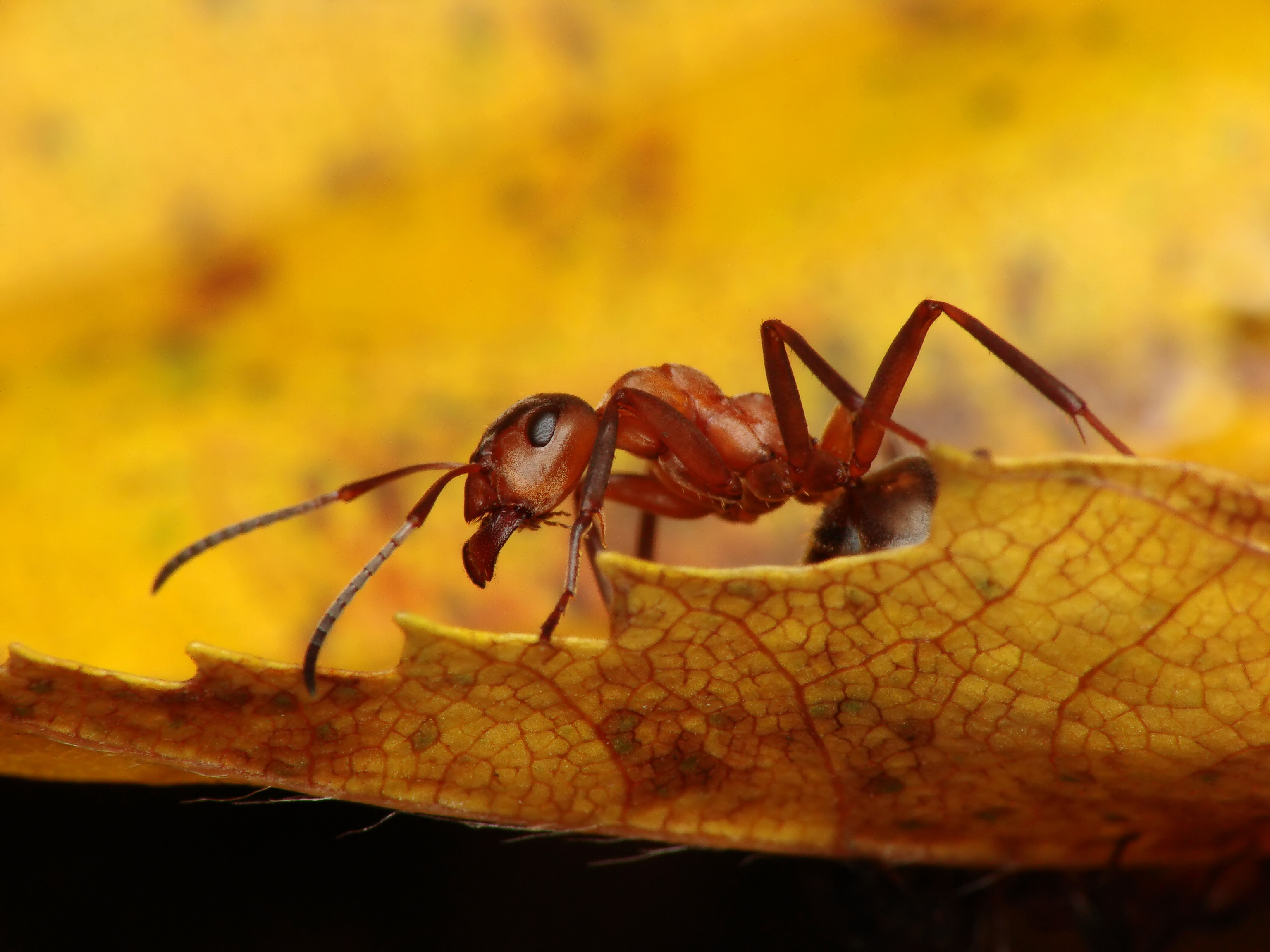
Robotnica
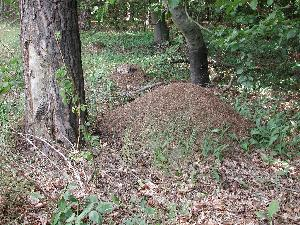
Gniazdo
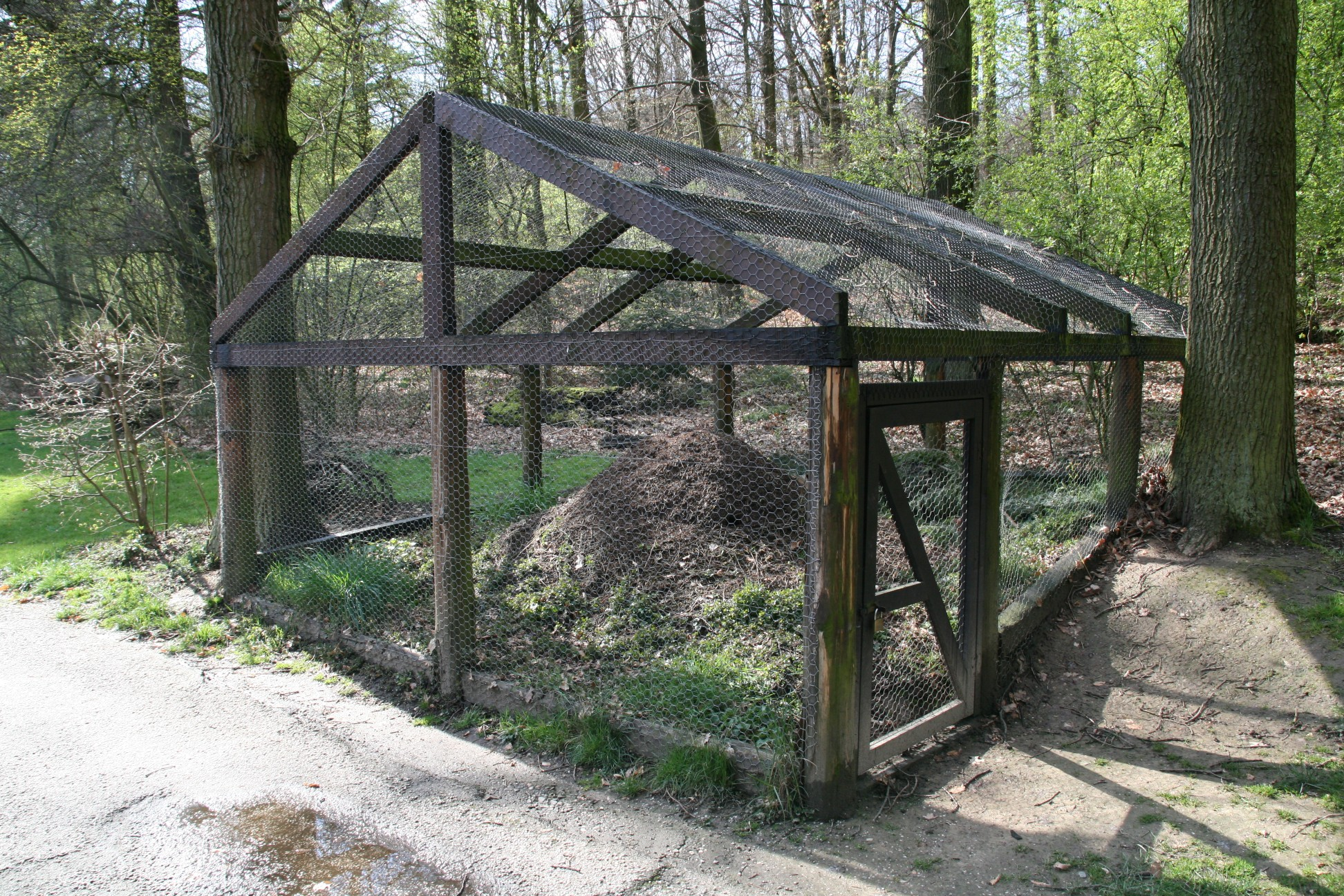
Gniazdo w klatce ochronnej w niemieckim rezerwacie